# Antigone (Honegger)
Antigone è un'opera in tre atti di Arthur Honegger su libretto di Jean Cocteau, tratta dalla omonima tragedia di Sofocle. È la terza opera lirica di Honegger, dopo Le Roi David e Judith.

## Storia
Nel 1922 Jean Cocteau aveva riscritto la storia di Antigone, partendo dalla tragedia di Sofocle e riscuotendo un buon successo sui palchi parigini. Tre anni dopo, nel 1925, il regista Charles Dullin chiese a Honegger di comporre delle musiche per la tragedia di Cocteau. Un'operazione simile, cioè la musicazione di un'opera di Cocteau tratta dalla classicità greca, era avvenuta poco tempo prima con la creazione di Oedipus Rex, per le musiche di Stravinskij.

## Prima esecuzione
La première di quest'opera avvenne il 28 dicembre 1927 a Bruxelles, presso il Théâtre de la Monnaie. Le scene furono create da Pablo Picasso e i costumi da Coco Chanel. Nella stessa serata venne eseguita, sempre in prima assoluta Le pauvre matelot, opera lirica di Darius Milhaud, anche questo su libretto di Cocteau. Diresse l'orchestra il m°Maurice Corneil de Thoran.

### Interpreti
- Soprani
  - Eglantine Deulin (Ismène)
  - G.Dorley (1° corifeo)
- Contralti
  - Simone Ballard (Antigone)
  - G.Lamprenne (2° corifeo)
- Mezzosoprano
  - Melle Gerday (Euridice)
- Tenori
  - Laurent Maudier (guardia)
  - José Lens (3° corifeo)
- Baritoni
  - Émile Colonne (Créon)
  - P.Gilson (Hémon)
- Bassi
  - Milorad Jovanovitch (Tirésias)
  - Jacques Sales (messaggero)
  - M.Chantraine (4° corifeo)[2]

## Ricezione
Antigone fu accolta freddamente nei teatri di Parigi e, a tutt'oggi, è considerata una delle composizioni meno accessibili del corpus honeggeriano. Harry Halbreich ha dichiarato che questa composizione, a causa della sua struttura, sebbene ponderata e misurata, evitando forme chiuse, ripetizioni, cadenze tonali, e la totale assenza di lirismo nella linea melodica, non è ancora di facile ascolto.